# Martí Marcó i Bardella
Martí Marcó i Bardella   (el Raval, 1959 - Barcelona, 29 de gener de 1979) fou un militant de l'Esquerra Independentista que va formar part del primer escamot de Terra Lliure.

## Biografia
Nasqué al carrer del Peu de la Creu de Barcelona, al barri del Raval, al si d'una família de tradició catòlica i republicana. Més endavant va passar a viure al carrer de la Lluna, del mateix barri. Mecànic de professió, especialista en motors dièsel, treballava en un taller del carrer de Viladomat i ampliava estudis d'automoció en horari nocturn a La Salle de la Barceloneta.
Era afeccionat a l'escalada i al muntanyisme, i un expert sardanista. Com molts jóvens de l'època, la pràctica de l'excursionisme l'introduí en els cercles polítics i en la militància. Fou una persona molt coneguda en els ambients independentistes d'aquells anys. Era un assistent habitual a les conegudes trobades sardanistes de la plaça de Sant Jaume, que servien també de tapadora per evitar la persecució per part dels grisos. Durant la seva breu joventut participà en incomptables mobilitzacions i protestes. Va viure de ple l'ebullició política de la segona meitat dels setanta, que es va caracteritzar per les manifestacions i avalots dels anomenats "rambleros", unes protestes que sempre culminaven amb durs enfrontaments amb la policia a la Rambla.
Va formar part del Consell Executiu d'ERC per les JERC i va militar també a Socors Català. Posteriorment es va passar a Estat Català, d'on va sortir el 1977 per fundar l'Agrupació Unitària d'Esquerres (AUE) i l'Exèrcit d'Alliberament Català (EAC), embrió de Terra Lliure.
En 1978 Marcó, junt amb Frederic Bentanachs, Fèlix Goñi, Quim Pelegrí i Griselda Pineda, fou entrenat per ETA a Baiona, i va tornar a Catalunya amb un arsenal d'armes i munició per a formar el primer comando de Terra Lliure.

## Mort
El 26 de gener de 1979 fou ferit per la policia quan va fugir d'un control muntat a la cruïlla dels carrers del Bruc i de la Diputació. Ell i els seus acompanyants fugits anaven armats amb pistoles Firebird del 9 mm Parabellum, carregades. Ferit pels trets de la Policia, va ser abandonat, malferit i agonitzant, pels seus dos companys, Pelegrí i Bentanachs, qui el van deixar dessagnant-se a l'interior del vehicle en un carrer de Barcelona. Auxiliat per transeünts i automobilistes que van veure el cotxe abandonat i amb les portes obertes enmig de la via, va ser traslladat a un hospital, on, malgrat les cures, va morir l'endemà passat a l'Hospital Clínic.
Fèlix Goñi i Roura "Bruc" digué quan se'n va assabentar: "En Martí fou un camarada inigualable; les seves conviccions el portaren a moure el que feia falta per aconseguir els objectius. Visca la terra! [...]".
Segons explica Jaume Fernàndez i Calvet en el seu llibre Terra Lliure, la intenció d'aquest grup clandestí era atracar un transport de cabals de Banca Catalana. Encara que en aquelles dates no existia ni el nom de "Terra Lliure", durant molt temps se l'ha vinculat a la seva creació.
Regularment, les JERC i diverses organitzacions independentistes li dediquen homenatges a ell i altres militants.